# Creative Technology
Pour les articles homonymes, voir Creative.
Creative Technology Ltd., également connue sous le nom de Creative Labs (nom de ses filiales américaine, européenne et asiatique), est une société singapourienne dirigée par Sim Wong Hoo et fondée en 1981. Elle est spécialisée dans les périphériques audio numériques, mais elle commercialise aussi d'autres types de produits (cartes graphiques, souris, webcams...).

## Présentation
La société est notamment connue pour ses marques de carte son : Sound Blaster, Sound Blaster Live!, Audigy et X-Fi.
Les lecteurs MP3 Creative portent le nom de Zen, comme le Zen Micro, V, V Plus...La plupart des lecteurs MP3 de la lignée des Zen ont un firmware chiffré, pour l'instant encore inviolé[Quand ?], même si Rockbox avance dans la création d'un firmware alternatif au Zen Vision M.
Réputé pour la qualité de ses produits, Creative Technology a été l'un des plus sérieux concurrents d'Apple sur le marché des baladeurs numériques avec sa gamme Zen.
Depuis, à la suite de l'échec dans cette lutte contre Apple que Sim Wong Hoo considère comme le pire de l'histoire de la firme, Creative produit des enceintes, barres de sons, casques et interfaces audio.

## Histoire

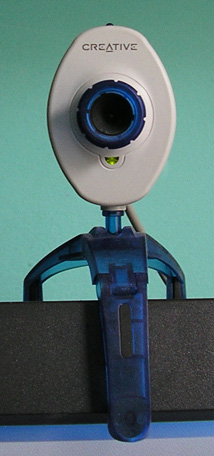
Une webcam Creative

Creative a commencé comme atelier de réparation des ordinateurs. Plus tard, l'entreprise a commencé à concevoir des PC adaptés à la langue chinoise : le Cubic CT, sorti en 1986, fut un échec commercial, mais un des produits dont Sim Wong Hoo est le plus fier. Une partie de la conception sonore permit notamment le renforcement des capacités, de sorte que le dispositif pourrait produire des discours et des mélodies. Le succès de cette interface audio conduisit à l'élaboration d'un groupe destiné à l'élaboration de la carte son.
En 2018, Creative innove en créant un amplificateur sous forme de dongle transformant le son en holographique. (Super X-Fi Amp)
Cet appareil remporte le prix AVS Forum Best of CES Awards 2018.

## Principaux actionnaires

Logo noir

Au 22 mars 2020.
| Wong Hoo Sim                | 31,0% |
| Creative Technology         | 6,14% |
| Kai Wa Ng                   | 2,86% |
| Capital Guardian Trust      | 2,83% |
| Keh Long Ng                 | 1,81% |
| Jane Street Capital         | 1,14% |
| Capital International       | 0,82% |
| Kennedy Capital Management. | 0,79% |
| Renaissance Technologies    | 0,75% |
| Fred Alger Management       | 0,71% |